# Пробуждая мертвецов
«Пробуждая мертвецов» (англ. Waking the Dead) — драма Кита Гордона по одноимённому роману Скотта Спенсера.

## Сюжет
Начинающий карьеру офицер береговой охраны Филдинг Пирс встречает Сару, девушку своей мечты. Казалось, что ничто не может разлучить возлюбленных. Но Сара трагически гибнет. Годы спустя, когда карьера Филдинга была на взлёте, его не радуют радости земной жизни. Даже другая женщина, делящая с ним кров, не смогла заменить герою Сару, любовь к которой так и не прошла. Временами ему даже стало казаться, что Сара не погибла…
Выпущен на лицензионном DVD-диске кинокомпанией «Вест Видео».

## В ролях
- Билли Крудап — Филдинг Пирс
- Дженнифер Коннелли — Сара Уильямс
- Хэл Холбрук — Айзек Грин
- Молли Паркер — Джулиет Бек
- Сандра О — Ким
- Эд Харрис — Джерри Кармайкл
- Николас Холт — Макс Брайсон

## Награды
Номинация на премию «Независимый дух» за лучший сценарий (Роберт Диллон).